# Хейган, Кей
Кей Хейган (англ. Kay Hagan; 26 мая 1953, Шелби, штат Северная Каролина — 28 октября 2019, Гринсборо, Северная Каролина, США) — американский политик-демократ, сенатор от штата Северная Каролина с 2009 по 2015 год. В 1999—2009 являлась членом Сената Северной Каролины.

## Биография
Джанет Кей Хейган (в девичестве, Джанет Кей Рутвен) родилась в Шелби, Северная Каролина. Большую часть своего детства она провела в Лейкленд, штат Флорида. Хейган также проводила лето на ферме её бабушки и дедушки в городе Честерфилд, Южная Каролина.
Получила степень бакалавра в Университете штата Флорида в 1975 году, и степень в школе права Университета Уэйк-Форест в 1978 году, а затем начала карьеру адвоката и банкира.
До начала своей политической карьеры работала в финансовой отрасли. В этой области стала вице-президентом крупнейшего банка в Северной Каролине, NCNB (Национальный Банк Северной Каролины), который в настоящее время является частью Банка Америки.
Хейган умерла 28 октября 2019 года от осложнений, вызванных вирусом Повассан, в возрасте 66 лет.